# Cataglyphis takyrica
Cataglyphis takyrica é uma espécie de inseto do gênero Cataglyphis, pertencente à família Formicidae.